# Supercell (empresa)
Supercell Oy (o Supercell Ltd) es una empresa finlandesa de desarrollo de videojuegos para móviles con sede en Helsinki. Fue fundada el 14 de mayo de 2010. El videojuego debut de la empresa fue el videojuego de navegador Gunshine.net, y después de su lanzamiento en 2011, Supercell comenzó a desarrollar videojuegos para dispositivos móviles. Desde entonces, la empresa ha lanzado seis videojuegos móviles: Hay Day, Clash of Clans, Boom Beach, Clash Royale, Brawl Stars y Squad Busters, los cuales son videojuegos freemium de ritmo rápido y han sido muy exitosos para la empresa; los dos primeros generaron ingresos de 2 millones de euros por día en 2013.
Tras su rápido crecimiento, Supercell abrió oficinas adicionales en Shanghái, San Francisco y Seúl. En 2016, la empresa fue comprada por el conglomerado chino Tencent Holdings, que se quedó con una participación del 81,4 % en la empresa valorada en 8400 millones de euros.

## Historia
La compañía se fundó en 2010 con capital aportado por los propietarios y préstamos del gobierno finlandés. Al principio planeaba desarrollar juegos para múltiples plataformas web, pero en 2011, tras haber publicado Gunshine, abandonó la estrategia inicial y se concentró en juegos para tabletas y dispositivos móviles. Tras crear varios juegos que no pasaron de la fase beta, Supercell publicó en 2012 Hay Day y Clash of Clans. Este último llegó a ser el juego con mayores ingresos en Estados Unidos, a los tres meses de su lanzamiento. 
En octubre de 2013 se anunció que la compañía japonesa GungHo Online Entertainment y su matriz SoftBank habían adquirido el 51 % de la compañía, que llegó al 75% poco después. El 3 de enero de 2016 publicó Clash Royale, que cosechó gran éxito, y, el 21 de junio de ese año, la compañía fue adquirida por Tencent por 8.600 millones de dólares.
El 14 de junio de 2017 se anunció Brawl Stars y al día siguiente, 15 de junio, salió en la App Store, en exclusiva para iOS. Más de un año después, el 26 de junio de 2018, el juego salió también en Android, con un soft launch para Canadá. De esta forma, el lanzamiento global del juego —para todos los territorios tanto en Android como en iOS— ha sido el 12 de diciembre de 2018.

## Videojuegos

### Como Sumea
| Título                | Año  | Plataforma |
| --------------------- | ---- | ---------- |
| Johnny Crash          | 2004 | PC         |
| Tower Bloxx           | 2009 | PC         |
| 3D Rollercoaster Rush | 2009 | PC         |

### Como Supercell
| Título                                              | Año                | Disponible     | Descripción | Plataformas   |
| --------------------------------------------------- | ------------------ | -------------- | --- | ------------- |
| Gunshine.net (después conocido como Zombies Online) | 2011-2012          | Discontinued   | Fue el primer juego de Supercell que no estaba en móvil, sino en Facebook Gameroom. Fue un juego de navegador lanzado en 2011 y cerraron los servidores en 2012. | PC y Gameroom |
| Pets vs Orcs                                        | 2012               | Discontinued   | Pets vs Orcs fue el primer juego móvil de la compañía. Estuvo solo un mes para ser descargado hasta la eliminación de este mismo. | PC y Gameroom |
| Battle Buddies                                      | 2012               | Discontinued   | El segundo juego de la compañía, Battle Buddies fue lanzado en diferentes países en 2012, pero fue eliminado un mes después, debido a su mala monetización aunque tenía buenas críticas. | iOS y Android |
| Hay Day                                             | 2012 y 2013-Actual | Available      | El 21 de junio de 2012, Supercell publicó Hay Day en iOS y el 20 de noviembre de 2013 en Android. | iOS y Android |
| Clash of Clans                                      | 2012 y 2013-Actual | Available      | El 2 de agosto de 2012, Supercell lanzó en todo el mundo Clash of Clans en iOS y el 7 de octubre de 2013 en Android. El juego es de estrategia online donde los jugadores construyen defensas y entrenan tropas para atacar las bases de otros jugadores. | iOS y Android |
| Boom Beach                                          | 2014-Actual        | Available      | El 26 de marzo de 2014, Supercell lanzó Boom Beach en iOS y Android. | iOS y Android |
| Spooky Pop                                          | 2014-2015          | Discontinued   | Supercell lanzó su nuevo juego móvil, Spooky Pop, en diciembre de 2014 y se suspendió en marzo de 2015. El 9 de febrero de 2015, la aplicación fue eliminada de la App Store canadiense y aquellos con copias previamente descargadas que intentaban acceder al juego se encontraron con un mensaje emergente de la interrupción. El 10 de marzo de 2015, el juego se cerró por completo. | iOS y Android |
| Smash Land                                          | 2015               | Discontinued   | Smash Land se lanzó de forma limitada en Canadá y Australia el 1 de abril de 2015. Sin embargo, el 1 de julio de ese año, Supercell anunció en su foro oficial que había decidido cancelar el desarrollo del juego. Smash Land estuvo disponible hasta el 1 de septiembre, momento en el que se eliminó permanentemente de todas sus plataformas. | iOS y Android |
| Clash Royale                                        | 2016-Actual        | Available      | El 4 de enero de 2016, Supercell lanzó Clash Royale en iOS y también el 16 de febrero de 2016, Supercell lanzó el juego en Android en Canadá, Hong Kong, Australia, Suecia, Noruega, Dinamarca, Islandia, Finlandia y Nueva Zelanda. El 2 de marzo de 2016, Supercell lanzó el juego a nivel mundial para iOS y Android. | iOS y Android |
| Brawl Stars                                         | 2017-Actual        | Available      | El 14 de junio de 2017, Supercell anunció Brawl Stars a través de un video en YouTube. Recibió un lanzamiento suave de iOS en la App Store canadiense al día siguiente. Fue lanzado en las tiendas de aplicaciones de Finlandia, Suecia y Noruega el 19 de enero de 2018. La versión para Android se lanzó el 26 de junio de 2018 en Canadá, Finlandia, Suecia, Noruega, Dinamarca, Irlanda, Singapur y Malasia. El juego fue lanzado a nivel mundial el 12 de diciembre de 2018, un año y medio después del lanzamiento beta. | iOS y Android |
| Rush Wars                                           | 2019               | Discontinued   | El 26 de agosto de 2019, se lanzó una versión beta de Rush Wars en Canadá, Australia y Nueva Zelanda y el 5 de noviembre de ese mismo año, se anunció que el juego no continuaría y se cerraría el 30 de noviembre. | iOS y Android |
| Hay Day Pop                                         | 2020-2021          | Discontinued   | El 16 de marzo, Hay Day Pop fue lanzado en versión beta. El juego solo estuvo disponible para ciertos países como Finlandia, Canadá, Noruega y otros. El 30 de noviembre de 2020, Supercell anunció que descontinuarán Hay Day Pop y los servidores fueron finalmente cerrados el 1 de febrero de 2021. | iOS y Android |
| Clash Quest                                         | 2021-2022          | Discontinued   | El 2 de abril de 2021, Supercell anunció tres nuevos juegos en desarrollo, incluido Clash Quest. El 6 de abril, Clash Quest estuvo disponible en Finlandia, Suecia, Noruega, Islandia y Dinamarca en iOS y Android. El 6 de mayo, el juego estuvo disponible en Filipinas. El 17 de agosto de 2022, mediante la cuenta oficial de Clash Quest, se publicó que el juego sería descontinuado. | iOS y Android |
| Clash Mini                                          | 2021-2024          | Discontinued   | Es el segundo juego de los 3 que anunciaron, su fase beta duró hasta abril de 2024, cuando fue descontinuado. | iOS y Android |
| Clash Heroes                                        | 2021               | Pendiente      | Pendiente | iOS y Android |
| Everdale                                            | 2021-2022          | Discontinued   | El 23 de agosto de 2021, se lanzó una versión beta del juego móvil Everdale en Canadá, Suiza, Reino Unido, países nórdicos, Australia, Nueva Zelanda, Singapur, Hong Kong, Filipinas y Malasia. El 3 de octubre de 2022 Supercell anunciaría oficialmente la cancelación del desarrollo de Everdale. | iOS y Android |
| Squad Busters                                       | 2023- Actual       | Available      | El juego fue anunciado por primera vez el 31 de enero de 2023, en una primera beta cerrada en Canadá entre los días 6 y 16 de febrero de 2023 La segunda beta se anunció para España, México y Canadá entre el 22 y el 29 de mayo de 2023. El 23 de abril de 2024 se lanzó el juego en lanzamiento suave en algunos países. Dos días después, se anunció el lanzamiento global del juego para el 29 de mayo de 2024. | iOS y Android |
| Flood Rush                                          | 2023               | Discontinued   | El juego se anunció el 29 de mayo de 2023, y ese mismo día comenzó su primera beta cerrada que duraría hasta el 7 de junio del mismo año, en dispositivos Android en Australia, Nueva Zelanda, Singapur, Reino Unido y Estados Unidos. El 24 de agosto de 2023 se anunció el cese de su desarrollo | Android       |
| mo.co                                               | 2025               | Con invitación | En años anteriores recibió varias fases beta. |               |